# Wielopole Skrzyńskie
Wielopole Skrzyńskie è un comune rurale polacco del distretto di Ropczyce-Sędziszów, nel voivodato della Precarpazia.
Ricopre una superficie di 93,41 km² e nel 2004 contava 8 415 abitanti.